# Nederland op het Eurovisiesongfestival 1972
Nederland deed mee aan het Eurovisiesongfestival 1972, dat werd gehouden in Edinburgh, Verenigd Koninkrijk.

## Nationaal Songfestival 1972

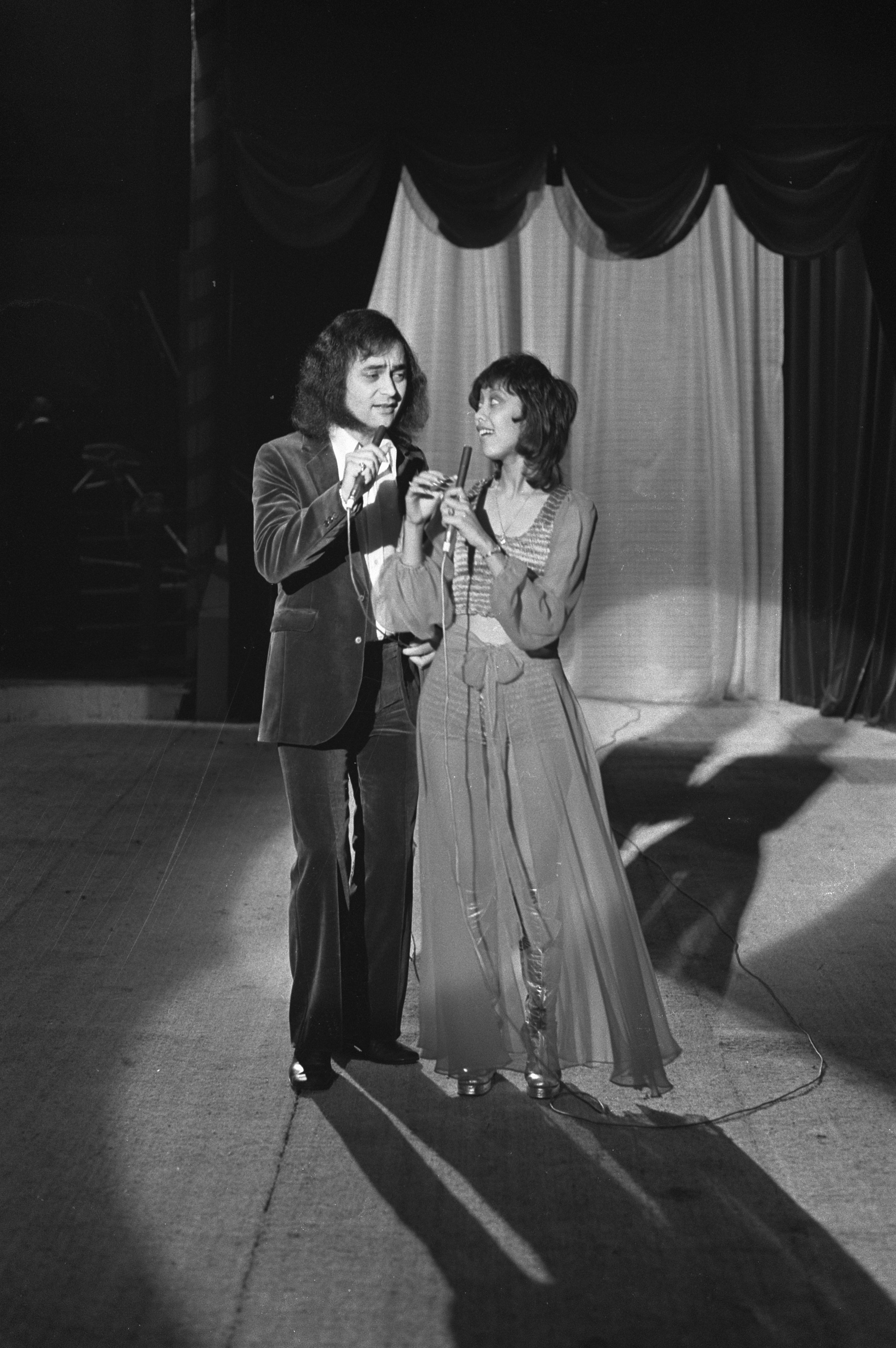
Sandra en Andres tijdens hun repetitie voor het nationaal songfestival in Carré.

Het duo Sandra & Andres werd gevraagd om Nederland te vertegenwoordigen op het Eurovisiesongfestival. Het lied werd gekozen via het Nationaal Songfestival, dat werd uitgezonden op 24 februari door de NOS vanuit Carré in Amsterdam. De uitzending werd gepresenteerd door Willy Dobbe.
Een vakjury koos uit 54 ingezonden liedjes een drietal nummers. Het nationaal songfestival was voor de gelegenheid geproduceerd als een circus-variatéprogramma met onder anderen Ronnie Tober en oud-songfestivalwinnares Lenny Kuhr. Een jury met vertegenwoordigers uit elke provincie stemde tijdens de tv-uitzending. Het Lied Als het om de liefde gaat won de nationale finale overtuigend met 78 punten. De nummer twee, het lied Oude zigeuner kreeg 28 punten.

## In Edinburgh
Op 25 maart vond in het Usher Hall in Edinburgh de finale plaats van de zestiende editie van het Eurovisiesongfestival. Er deden 18 landen mee. Nederland mocht als laatste van de avond op. Sandra & Andres werden begeleid door een orkest onder leiding van dirigent Harry van Hoof. Pim Jacobs verzorgde voor de tv-uitzending het Nederlands commentaar.
Net als het voorgaande jaar was de complete internationale jury aanwezig bij het Eurovisiesongfestival. De jury bestond uit 36 leden, 2 per deelnemend land. Elk jurylid gaf ieder lied een cijfer tussen de 1 en 5, met uitzondering van de inzending van het eigen land. De Nederlandse jury bestond uit Jennifer Baljet en Cornelis Wagter.
Sandra & Andres eindigden met 85 punten op een vierde plaats. Luxemburg won het festival. Vicky Leandros behaalde met het lied Après toi, geschreven door Yves Dessca & Klaus Munro,128 punten. Dit was de derde keer dat Luxemburg het festival won.

## Foto's

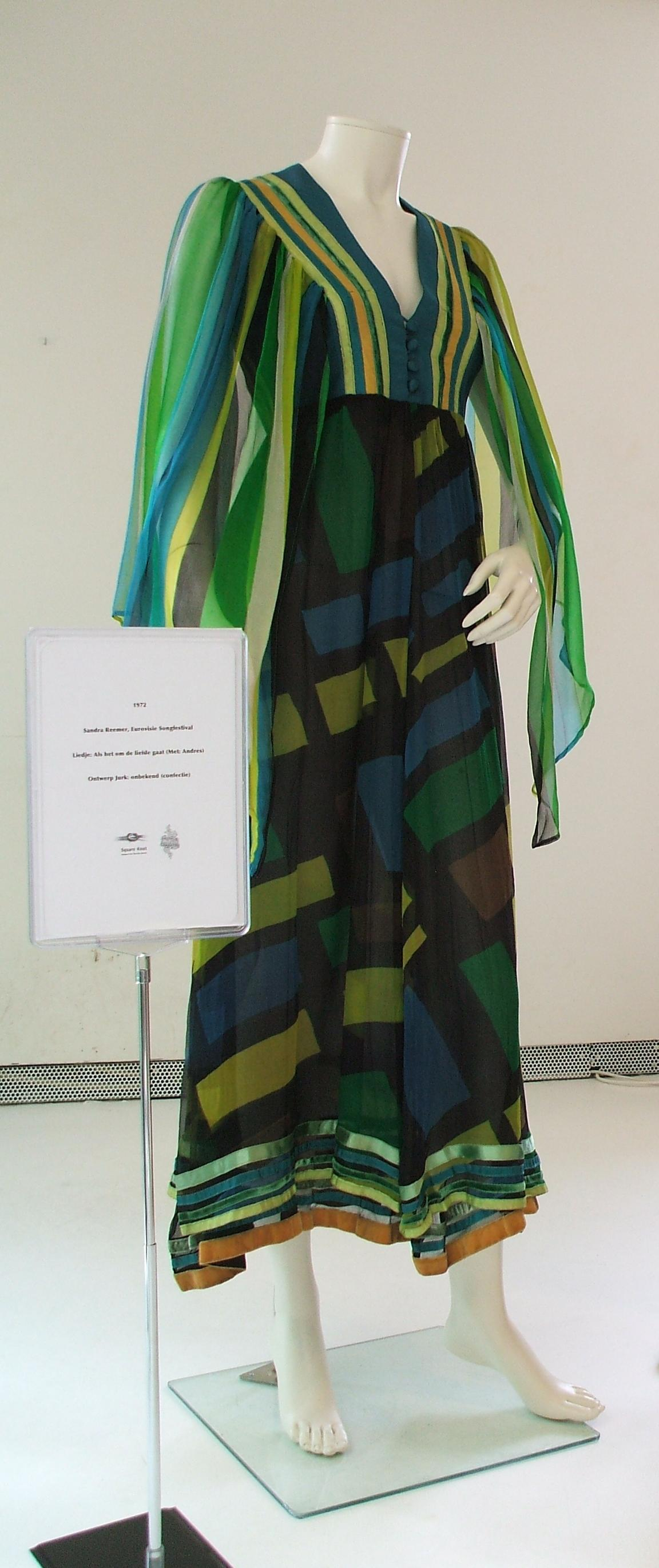
De songfestivaljurk van Sandra Reemer
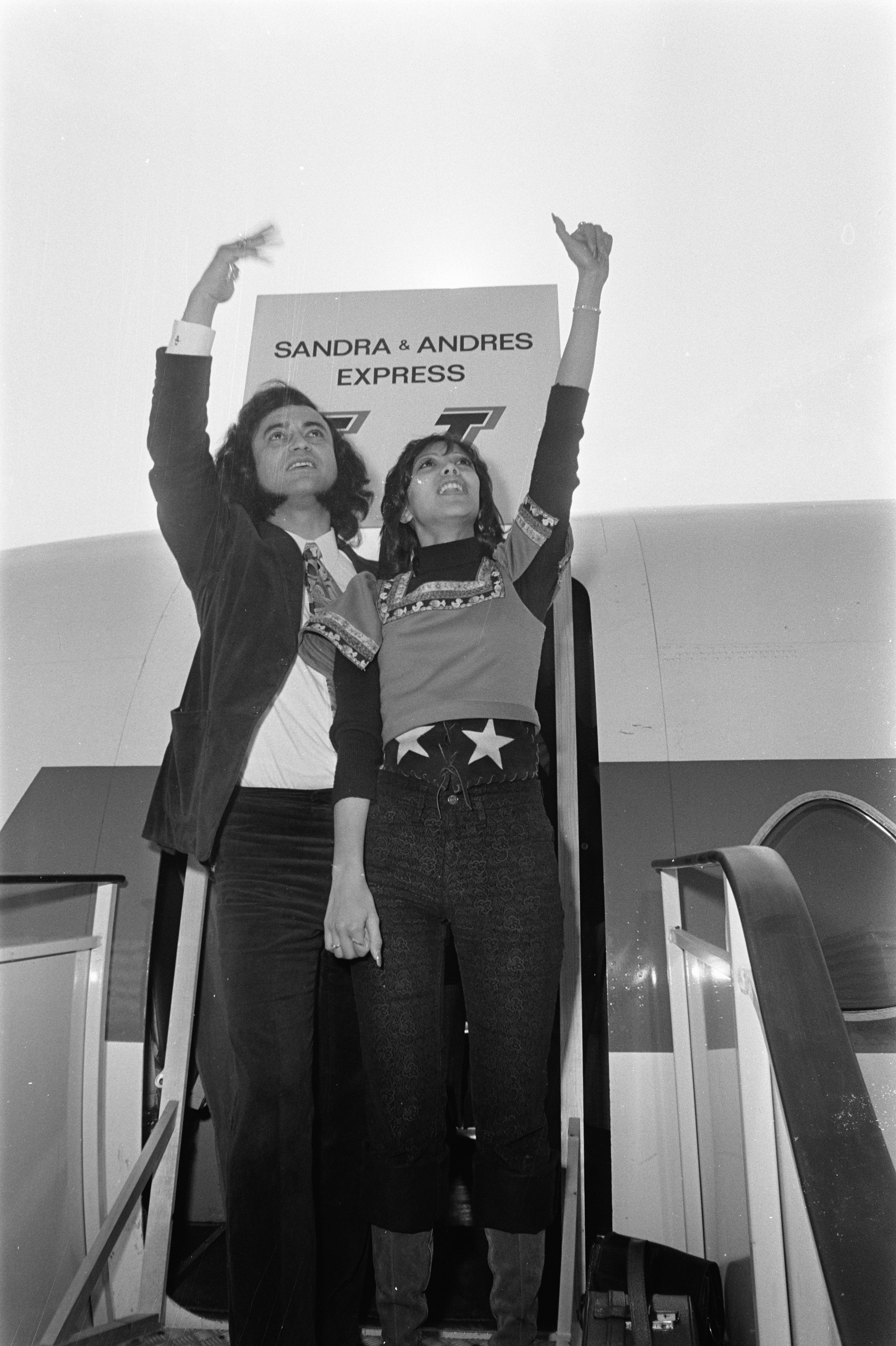
Vertrek van Schiphol